# Evanston, Illinois
Evanston este un oraș situat pe malul lacului Michigan în comitatul "Cook County" statul Illinois, SUA, el aparține de zona metropolitană Chicago. Orașul se întinde pe suprafața de 20,1 km² și are în anul 2000, 74.239 loc. El a fost întemeiat în anul 1836, fiind numit după medicului John Evans, care a fost ales guvernator al statului Colorado. În oraș există universitatea renumită Northwestern University și tot aici se află sediul clubului Rotary International care și-a propus țeluri umaniste ca lupta pentru pace, înțelegerea între popoare și națiuni.

## Personalități născute aici
- Charles Gates Dawes (1865 - 1951, născut în Ohio, dar a murit în Evanston), vicepreședinte al SUA, laureat Nobel;
- Gardner Read⁠(en)[traduceți] (1913 - 2005), compozitor;
- Gordon Sherwood⁠(en)[traduceți] (1929 - 2013), compozitor;
- Bob Bondurant (1933 - 2021), pilot de curse de automobile;
- James Olson⁠(en)[traduceți] (1930 - 2022), actor;
- William Christopher⁠(en)[traduceți] (1932 - 2016), actor;
- Barbara Harris⁠(en)[traduceți] (1935 - 2018), actriță;
- William Petersen (n. 1953), actor;
- Richard Powers⁠(en)[traduceți] (n. 1957), scriitor;
- Bart Conner (n. 1958), gimnast, soțul Nadiei Comăneci;
- Elizabeth McGovern (n. 1961), actriță;
- John Cusack (n. 1966), actor;
- Tamara Braun⁠(en)[traduceți] (n. 1971), actriță.